# Edward Baring, 1.º Barão Revelstoke
Edward Charles Baring, 1.° Barão Revelstoke (13 de abril de 1828 — 17 de julho de 1897) foi um banqueiro britânico.

## Biografia
Um membro da famosa família Baring de banqueiros, ele foi o segundo filho de Henry Baring e de sua segunda esposa, Cecilia Anne Windham. Sir Francis Baring, 1.° Baronete, foi seu avô, e Evelyn Baring, 1.° Conde de Cromer, seu irmão mais novo. Educado em Rugby School, Edward Baring foi o chefe da firma da família Baring Brothers and CO, e um diretor do Banco da Inglaterra. Serviu como tenente da Cidade de Londres. Em 1885, foi elevado a Barão Revelstoke, de Membland no condado de Devon.
Em 1861, Lord Revelstoke casou-se com Louisa Emily Charlotte, filha de John Crocker Bulteel. Eles tiveram sete filhos e três filhas. O quinto filho foi Maurice Baring. Lady Revelstoke morreu em 1892. Ele morreu cinco anos depois, em julho de 1897, ao sessenta e nove anos. Foi sucedido por seu segundo filho, John Baring.
Era o principal administrador do Banco Baring na época de sua primeira quase bancarrota, que causou uma séria crise financeira internacional conhecida como Pânico de 1890.
É trisavô da falecida Lady Diana, Princesa de Gales (1961-1997).